# 立川談志・太田光 今夜はふたりで
立川談志・太田光 今夜はふたりで（たてかわだんし・おおたひかり こんやはふたりで）は、TBSラジオで2007年10月6日から2008年3月29日まで放送されていたラジオ番組である。
サブテーマに「半年限定プロジェクト」とあった。
2007年11月発売のDVD『笑う超人 立川談志×太田光』の製作過程で「毒をもって毒を制す」と『互いにが大好き』（相思相愛）という事から番組が立ち上がった。

## 概要
まず、ナレーターの山中からお題が発表されそのことについて2人が語り合うのだがいわゆるラジオ的なトークはなく、ひたすら不条理でナンセンスな掛合い・押し問答を続ける。これは昭和40年代（1970年代）にニッポン放送で放送された番組「談志・円鏡 歌謡合戦」の流れを受けたものであり、同番組に倣って、二人の手元には木魚がおかれており、これを叩いてリズムを取りながら話をすすめる。
台本はなくすべて即興で演じているため、非常に緊張感のあるやり取りとなっている。また、30分番組にもかかわらず20分以上CMが入らない。ただし、トークがある程度まで盛り上がると山中が「おふたりの話は止まることをしりませんが―――」とことわりを入れ、洋楽が1曲流れる。

## オープニングのジングル

### 第1期
- 談志:「…と自分の人生を考えると俺は果たしてこれでよかったのかもっと年を食わなければいけなかったじゃないかもっともっと世界を歩くべきええ!?うるさい？ゴメン」
- 太田:「今夜はふたりで」
- 談志:「今夜はふたりで」（しばし2人のタイトルコールが続く）
- 太田:「ネクタイを締めすぎだよ～」
- 談志:「シャバで生きてるとね、死ぬまでに一度はさー、エチオピアへ行きたいとつくづく思う。」
- 太田:「ああ、あんたもう死んでるよ。」 (エコーがかかる。)
- 談志:「火の用心シャシャリヤショウフフフフ責めてくれない」
- 太田:「今夜はふたりで」
- 談志:「今夜はふたりで」（しばし2人のタイトルコールが続く）
- 太田:「あれ～」
- 談志:「港町はいいね～ああ、船からあがってええ温泉に入ってええ？ライスカレーはどこで売っている知らねぇこの野郎」

サウンドデザイン:下町兄弟

### 第2期
- 談志　「波の音、鰻の寝言 腹がたつな」
- 太田　「腹がたつ」
- 談志　「波の音、鰻の寝言 腹がたつな」
- 太田　「腹がたつ ああ別のとこたっちゃた」
- 談志　「お前変なとこたたせやがって、相手をたてろ バカヤロ バカヤロ バカヤロ バカヤロ」
- 太田　「相手をたたせるのは女の仕事です」
- 談志　「恐れ入りました、恐れ入りました 総理大臣」
- 太田　「私は大統領になろうと思っています」
- 談志　「大統領になるためにはアフリカへ行け」
- 太田　「大工の弟子になっちゃいました」
- 談志　「だからね手前で家は建てなきゃだめだってんだ 人に頼むなよ」
- 太田　「家元のくせに家も建てられないのか」
- 談志　「そういう事を言うから、お前は週刊誌で評判が悪い」
- 太田　「あれ、息ができなくなった」

サウンドデザイン:下町兄弟

### 第3期
- 太田　「あれ～　あれ～」
- 談志　「砂漠に日が落ちて～　砂漠に日が落ちて～」
- 太田　「あれ～　どこいっちゃった、あれ」
- 談志　「夜　夜　夜が来なきゃ困る」
- 太田　「めがねめがね～　めがねめがね～」
- 談志　「何？」
- 太田　「めがねめがね～」
- 談志　「何？」
- 太田　「あ～、目がないよー」
- 談志　「何？何？何？今夜はふたりで？ふたりでも三人でも四人でも驚かないよ　だがまさか相手は男じゃねえだろうな」
- 太田　「あれ～」
- 談志　「新聞は見ない、テレビは観ない、爆笑問題ってのも初めて聞いた」
- 太田　「初めてきいてくれてよかった～　もうあと3ヵ月後に解散しますから」
- 談志　「納豆の糸というものはね、研究するとねぇこれは天文学がわかるよ」
- 太田　「それ甘納豆ですけど」

サウンドデザイン:下町兄弟

## 出演者
- 立川談志
- 太田光（爆笑問題）
- 山中秀樹（ナレーター）

## ネット局
| 放送対象地域   | 放送局              | 系列    | 放送日時          | 備考・遅れ              |
| -------------- | ------------------- | ------- | ----------------- | ----------------------- |
| 関東広域圏     | TBSラジオ           | JRN     | 土曜 23:30～24:00 | 制作局                  |
| 岡山県         | 山陽放送（RSK）     | JRN/NRN | 日曜 20:30～21:00 | 1日遅れ                 |
| 大分県         | 大分放送（OBS）     | JRN/NRN | 日曜 20:30～21:00 | 1日遅れ                 |
| 山形県         | 山形放送（YBC）     | JRN/NRN | 日曜 21:00～21:30 | 1日遅れ                 |
| 福井県         | 福井放送（FBC）     | JRN/NRN | 日曜 21:00～21:30 | 1日遅れ                 |
| 中京広域圏     | 中部日本放送（CBC） | JRN     | 日曜 22:00～22:30 | 1日遅れ                 |
| 高知県         | 高知放送（RKC）     | JRN/NRN | 日曜 22:00～22:30 | 1日遅れ                 |
| 山梨県         | 山梨放送（YBS）     | JRN/NRN | 日曜 22:30～23:00 | 1日遅れ                 |
| 宮崎県         | 宮崎放送（MRT）     | JRN/NRN | 日曜 22:30～23:00 | 1日遅れ                 |
| 静岡県         | 静岡放送（SBS）     | JRN/NRN | 日曜 23:00～23:30 | 1日遅れ                 |
| 石川県         | 北陸放送（MRO）     | JRN/NRN | 日曜 24:00～24:30 | 1日遅れ                 |
| 新潟県         | 新潟放送（BSN）     | JRN/NRN | 月曜 20:00～20:30 | 2日遅れ                 |
| 島根県・鳥取県 | 山陰放送（BSS）     | JRN/NRN | 月曜 20:30～21:00 | 2日遅れ                 |
| 長崎県         | 長崎放送（NBC）     | JRN/NRN | 土曜 19:00～19:30 | 7日遅れ                 |
| 富山県         | 北日本放送（KNB）   | JRN/NRN | 土曜 20:30～21:00 | 7日遅れ                 |
| 広島県         | 中国放送（RCC）     | JRN/NRN | 土曜 23:00～23:30 | 7日遅れ                 |
| 近畿広域圏     | 毎日放送（MBS）     | JRN/NRN | 月曜 19:30～20:00 | 2007年12月31日の1回のみ |